# The Voyeurs (2021)
The Voyeurs is een Amerikaanse erotische thriller uit 2021, onder regie en geschreven door Michael Mohan. De film werd op 10 september 2021 uitgebracht op Prime Video. De hoofdrollen worden vertolkt door Sydney Sweeney, Justice Smith, Ben Hardy en Natasha Liu Bordizzo.

## Verhaal
Pippa en Thomas kopen hun droomappartement in het midden van de stad. Al snel ontdekt het koppel dat ze recht in het appartement aan de overkant kunnen kijken. Ze zijn getuige van een instabiele relatie van een aantrekkelijk koppel. Pippa en Thomas proberen tussenbeide in hun relatie te komen, maar zetten daardoor onbewust een reeks gebeurtenissen in gang.

## Rolverdeling
| Acteur               | Personage                        |
| -------------------- | -------------------------------- |
| Sydney Sweeney       | Pippa                            |
| Justice Smith        | Thomas                           |
| Ben Hardy            | Sebastian 'Seb' Jacobs ("Brent") |
| Natasha Liu Bordizzo | Julia ("Margot")                 |
| Katharina King So    | Ari                              |
| Cameo Adele          | Joni, Thomas' zus                |
| Jean Yoon            | Dr. Sato                         |
| Cait Alexander       | Sam                              |
| Blessing Adedijo     | Mere                             |
| Bianca Blizzard      | Model #1                         |
| Sandrine Bergeron    | Model #2                         |

## Productie
In september 2019 werd aangekondigd dat Michael Mohan de film zou regisseren van een scenario die hij samen met Greg Gilreath en Adam Hendricks had geschreven die ook als producers bij de film betrokken zouden zijn. Amazon Studios distribueerde de film. In november 2019 voegden Sydney Sweeney, Justice Smith, Ben Hardy en Natashia Liu Bordizzo zich bij de cast.
De opnames begonnen op 29 oktober 2019 in Montréal, Canada en werden afgerond in december dat jaar.

## Première en ontvangst
The Voyeurs werd op 10 september 2021 uitgebracht op Prime Video. De film werd wisselend ontvangen en de streamingscijfers waren hoger dan Amazon Studios had verwacht.